# 森下佳子
森下 佳子（もりした よしこ、1971年1月24日 - ）は、日本の脚本家。

## 略歴
大阪府高槻市出身、大阪教育大学附属高等学校池田校舎を経て、東京大学文学部宗教学科卒業。幼い頃から芝居が好きで、小学生の時には演劇部に入っていた他、宝塚出身者が主催するミュージカル劇団に入り、バックダンサーとして舞台に立ったこともある。学生時代は演劇サークルで女優を経験、劇団「パンパラパラリーニ」をたちあげ演出・脚本を担当していた。その後、リクルートに就職し住宅誌の編集者となるが、シナリオを学ぶため正社員を辞めアルバイト待遇になった上でシナリオスクールに通う。それから半年ほど経った頃、プロットライターをしていた『平成夫婦茶碗』（2000年、日本テレビ）の企画プロデュースを担当していた脚本家の遊川和彦から「コンペで書く人決めよう」と言われ、その結果、同作で脚本家としてデビューすることとなる。その後も遊川の企画による仕事が続き、遊川を「プロデューサー＋家庭教師みたいな」存在と述べている。
TBSドラマ『世界の中心で、愛をさけぶ』で第42回ザテレビジョンドラマアカデミー賞（2004年夏クール）脚本賞、NHK朝の連続テレビ小説『ごちそうさん』で第32回向田邦子賞を受賞。
2015年8月25日、NHK大河ドラマ第56作『おんな城主 直虎』脚本を担当することが発表された。
私生活では一人娘がいる。
森下の脚本作品は、綾瀬はるかが主演・ヒロイン役を務めることが多い。

## 受賞歴
- ザテレビジョンドラマアカデミー賞 脚本賞
  - 第42回（『世界の中心で、愛をさけぶ』）[7]
  - 第63回（『JIN-仁-』第1シーズン）[8]
  - 第69回（『JIN-仁-』第2シーズン）[9]
  - 第80回（『ごちそうさん』）[10]
  - 第85回（『天皇の料理番』）[11]
  - 第98回（『義母と娘のブルース』）[12]
- 第32回向田邦子賞（『ごちそうさん』）[13]
- 第22回橋田賞[14]
- 第41回日本アカデミー賞優秀脚本賞（『花戦さ』）[15]
- 2019年日本民間放送連盟賞・テレビドラマ番組部門優秀賞（『義母と娘のブルース』）[16]
- 第49回放送文化基金賞脚本賞 （ドラマ10『大奥』）[17][18]

## 主な作品

### テレビドラマ
- 平成夫婦茶碗（2000年1月 - 3月、日本テレビ）
  - 平成夫婦茶碗スペシャル〜お母さんは風になった…(2000年12月19日、日本テレビ)
  - 続・平成夫婦茶碗（2002年1月 - 3月、日本テレビ）
- お前の諭吉が泣いている（2001年1月 - 3月、テレビ朝日）
- 東京庭付き一戸建て（2002年7月 - 9月、日本テレビ）
- 世界の中心で、愛をさけぶ（2004年7月 - 9月、TBS）
- 久本ドラマ 「殴る女」（2004年10月14日、フジテレビ）
- 瑠璃の島（2005年4月 - 6月、日本テレビ）※第1話のみ脚本担当。
- 白夜行（2006年1月 - 3月、TBS）
- 佐々木夫妻の仁義なき戦い（2008年1月 - 3月、TBS）
- MR.BRAIN（2009年5月 - 7月、TBS）※第2話までの脚本協力。
- JIN-仁-（2009年10月 - 12月、2011年4月 - 6月、TBS）
- とんび（2013年1月 - 3月、TBS）
- ごちそうさん（2013年9月 - 2014年3月、NHK総合）
- 天皇の料理番（2015年4月 - 6月、TBS）
- 経世済民の男 第二部『小林一三〜夢とそろばん〜』（2015年9月、NHK総合）
- わたしを離さないで（2016年1月 - 3月、TBS）
- 大河ドラマ（NHK総合）
  - おんな城主 直虎（2017年1月 - 12月）
  - べらぼう〜蔦重栄華乃夢噺〜（2025年1月 - ）
- 義母と娘のブルース（2018年7月 - 9月、TBS）
  - 2020年謹賀新年スペシャル（2020年1月2日）
  - 2022年謹賀新年スペシャル（2022年1月2日）
  - FINAL 2024年 謹賀新年スペシャル（2024年1月2日）
- だから私は推しました（2019年7月 - 9月 、NHK総合）
- 今だから、新作ドラマ作ってみました 第3夜「転・コウ・生」（2020年5月8日、NHK総合）
- 天国と地獄〜サイコな2人〜（2021年1月 - 3月、TBS）
- 昔話法廷「『桃太郎』裁判」（2021年3月29日、NHK Eテレ）
- ファーストペンギン!（2022年10月 - 12月、日本テレビ）
- 大奥（2023年1月 - 3月、10月 - 12月、NHK総合）
- ブラック・ジャック（2024年6月30日、テレビ朝日）

### 映画
- プラトニック・セックス（2001年、東宝）
- 包帯クラブ（2007年、東映）
- こちら葛飾区亀有公園前派出所 THE MOVIE 〜勝どき橋を封鎖せよ!〜（2011年、松竹）
- 悪の教典（2012年、東宝）※脚本協力
- 花戦さ（2017年、東映）[19]
- 大河への道（2022年5月20日、松竹）[20]

### 作詞
- 焼氷有り〼の唄（やきごおりありますのうた）（作曲：菅野よう子／歌：西門希子〈高畑充希〉） - 『ごちそうさん』劇中歌
- いちごの唄〜源太出征の日（作曲：菅野よう子／歌：西門希子〈高畑充希〉） - 『ごちそうさん』劇中歌
- わたしが竜宮小僧だったとき（菅野よう子と共作。作曲：菅野よう子／歌：井伊直虎〈柴咲コウ〉） - 『おんな城主 直虎』劇中歌